# 압둘라예 투레
압둘라예 투레(프랑스어: Abdoulaye Touré, 1994년 3월 3일 ~ )는 리그 1 클럽 르아브르의 수비형 미드필더로 뛰고 있는 기니의 프로 축구 선수이다. 프랑스에서 태어난 그는 기니 국가대표팀에서 뛰고 있다.

## 구단 경력

### 낭트
프랑스 낭트 출신인 투레는 2013년 8월 11일, SC 바스티아와의 2013-14년 시즌 개막전에서 홈팀 낭트 소속으로 리그 1 데뷔 전을 치렀고, 그는 62분만에 요한 유들렌과 교체 투입되었다.

### 제노아
2021년 8월 30일, 투레는 이탈리아의 제노아와 4년 계약을 체결했다. 2021년 9월 12일, 그는 3-2로 승리한 칼리아리와의 경기에서 "붉은색과 푸른색 그리포니" 데뷔 전을 치렀다.

#### 파티흐 카라귐뤼크로의 임대
2022년 1월 21일, 투레는 튀르키예의 파티흐 카라귐뤼크에 임대로 이적했다. 그는 0-5로 패한 아다나 데미르스포르와의 경기에서 교체로 들어가 쉬페르리그 데뷔 전을 치렀다.

### 르아브르
2023년 7월 26일, 리그 1으로 승격한 르아브르는 비공개 이적료에 투레와 2년 계약을 체결했다고 발표했다.

## 국가대표팀 경력
투레는 프랑스 낭트에서 태어났고, 기니 혈통이다. 그는 프랑스의 청소년 국제 선수였다. 그러나 그는 2018년 3월, 기니에 대한 국제적인 충성을 맹세했다.
2023년 10월 2일, 그는 기니 국가대표팀과 처음으로 차출되어 기니비사우와 가봉과의 친선 경기에 참가하였다.
2023년 12월 23일, 그는 카바 디아와라가 선정한 25명의 기니 축구 선수 명단에서 2023년 아프리카 네이션스컵에 참가할 선수로 선정되었다.